# Hrvatski rukometni kup za muškarce 2014./15.
Hrvatski rukometni kup za muškarce za sezonu 2014./15. je trinaesti put zaredom osvojio klub Prvo plinarsko društvo (PPD) iz Zagreba.

## Rezultati

### Osmina završnice
| klub1                            | rez.  | klub2           |
| -------------------------------- | ----- | --------------- |
| Nova Gradiška                    | 29:35 | NEXE Našice     |
| Zamet Rijeka                     | 24:34 | PPD Zagreb      |
| Dugo Selo                        | 33:39 | Varaždin 1930   |
| Ludbreg MB                       | 24:35 | Poreč           |
| Metković 1963                    | 26:25 | Spačva Vinkovci |
| Marina Kaštela (Kaštel Gomilica) | 30:29 | Dubrava Zagreb  |
| Gorica (Velika Gorica)           | 29:22 | Karlovac        |
| Mladi Rudar Labin                | 23:22 | KTC Križevci    |

### Četvrtzavršnica
| klub1             | rez.  | klub2                            |
| ----------------- | ----- | -------------------------------- |
| Mladi Rudar Labin | 23:27 | Metković 1963                    |
| NEXE Našice       | 33:22 | Gorica (Velika Gorica)           |
| Varaždin 1930     | 35:24 | Poreč                            |
| PPD Zagreb        | 35:23 | Marina Kaštela (Kaštel Gomilica) |

### Završni turnir
Igrano od 15. do 17. svibnja 2015. u Umagu.
| klub1         | rez.          | klub2         |
| poluzavršnica | poluzavršnica | poluzavršnica |
| ------------- | ------------- | ------------- |
| Metković 1963 | 19:38         | NEXE Našice   |
| PPD Zagreb    | 35:26         | Varaždin 1930 |
|               |               |               |
| za 3. mjesto  |               |               |
| Metković 1963 | 21:29         | Varaždin 1930 |
|               |               |               |
| za pobjednika |               |               |
| NEXE Našice   | 27:33         | PPD Zagreb    |

## Poveznice
- Premijer liga 2014./15.
- 1. HRL 2014./15.
- 2. HRL 2014./15.
- 3. HRL 2014./15.
- 5. rang hrvatskog rukometnog prvenstva 2014./15.